# Силуан Схимник
Силуан схимник Печерський (13 — 14 століття, Київ) — православний святий, схимонах Печерського монастиря. Преподобний. Пам'ять 10 вересня, 23 червня і 23 липня. 

## Життєпис
Був ревним хранителем чистоти душевної та тілесної і за своє благочесне життя прп. Силуан отримав від Бога дар прозорливості та чудотворіння.
“Преподобний Силуан схимник ревно піклувався про чистоту духовну та тілесну. Щоб набути її, він дотримувався великої стриманості в їжі та питті. Крім постницького життя він не спав і молився. Убивши гріховну плоть свою, він здобував цілеспрямованість у Бога, духовну радість, прозорливість і чудотворіння. Набуті духовні дарування стали його подвигом духовним. Спершу благодать Божа наповнювала його серце і все єство його, а потім, подібно благовонним пахощам, виливалися з нього на інших. Повчальне слово його багатьох наставило на шлях благочестя. А дар прозорливості і прозріння духовного світу вказував, що є угодником Божим”.
Коли в монастирський сад залізли злодії, він три дні тримав у нерухомості їх своєю молитвою, а потім, настановивши їх на покаяння, відпустив. 

## Мощі
Його мощі спочивають у Дальніх печерах поряд з мощами святого Тита Воїна.
Дані антропологічних досліджень вказують, що преподобний Силуан помер у віці 30-35 років. Ріст святого становив близько 173 см.

## Пам'ять
Пам'ять 10 вересня, 23 червня і 23 липня. 

В акафісті всім Печерським преподобним про нього сказано: 
|  | «Радуйся, Силуане, бо на крилах посту і молитви ти до Бога злетів.» |